# 胸部创伤
胸部创伤，是指对胸部的任何形式的物理伤害，对象包括但不限于肋骨、心脏和肺部。胸部创伤占所有创伤性死亡人数的25％。

## 诊断
大多数钝器造成的损伤可通过相对简单的措施进行处理，如气管插管、机械通气以及胸管插入。钝性损伤的诊断可能更困难，需要进行额外的检查，如CT扫描。穿透性损伤通常需要手术，通常不需要复杂的检查来进行诊断。穿透性创伤的患者可能会迅速恶化，但也可能比钝性损伤患者恢复得更快。